# Wiosenna osutka sosny

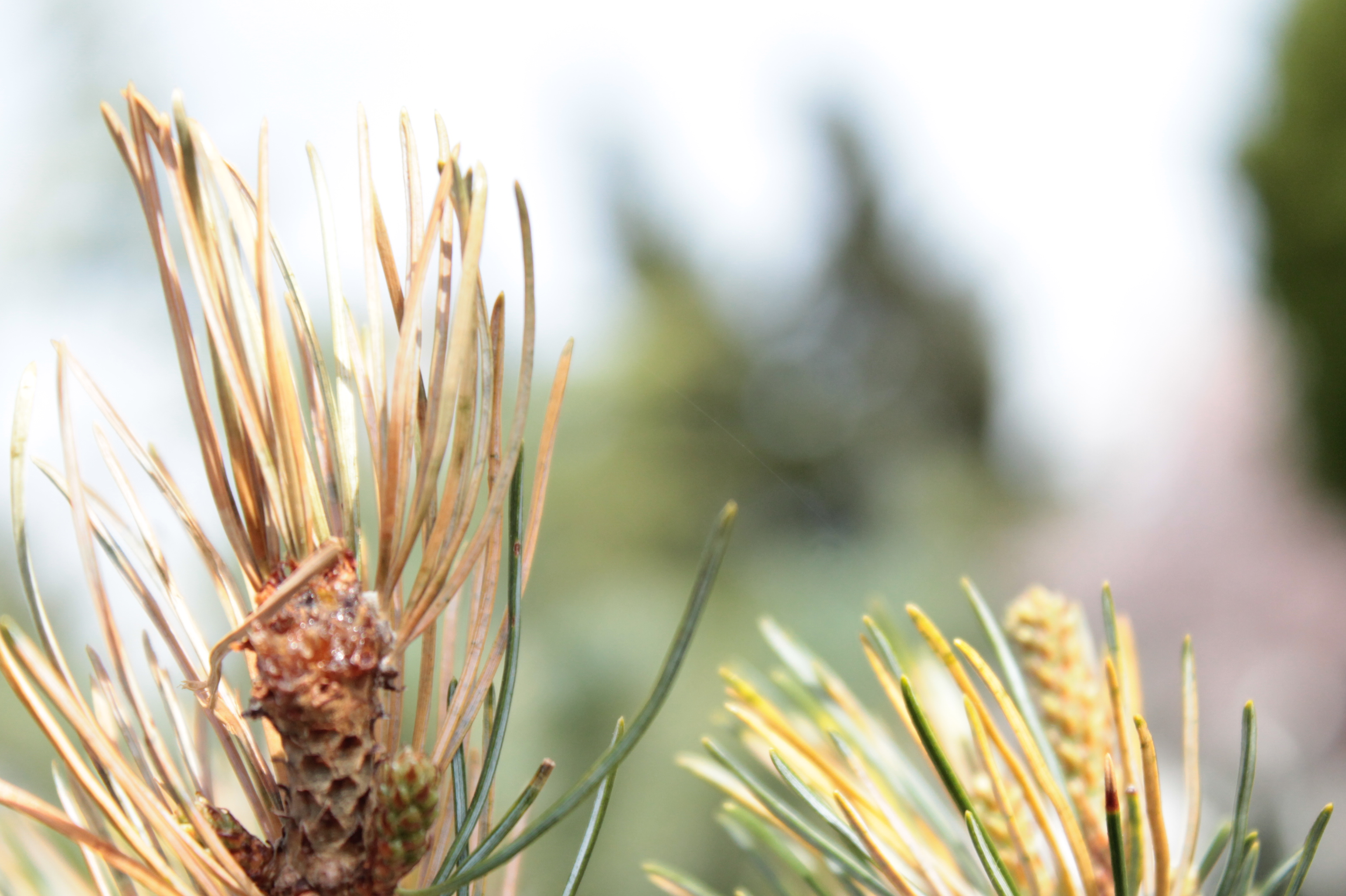

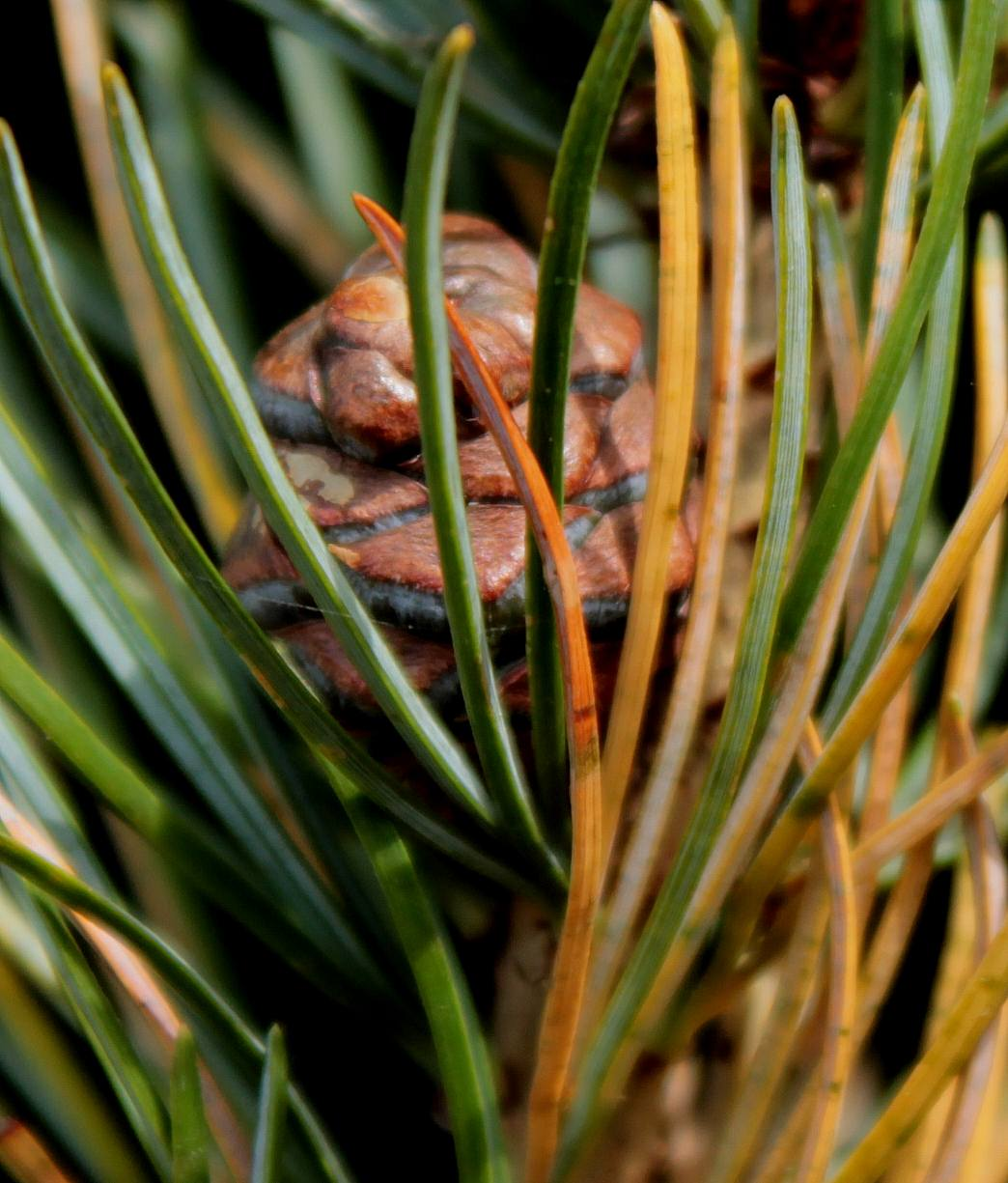

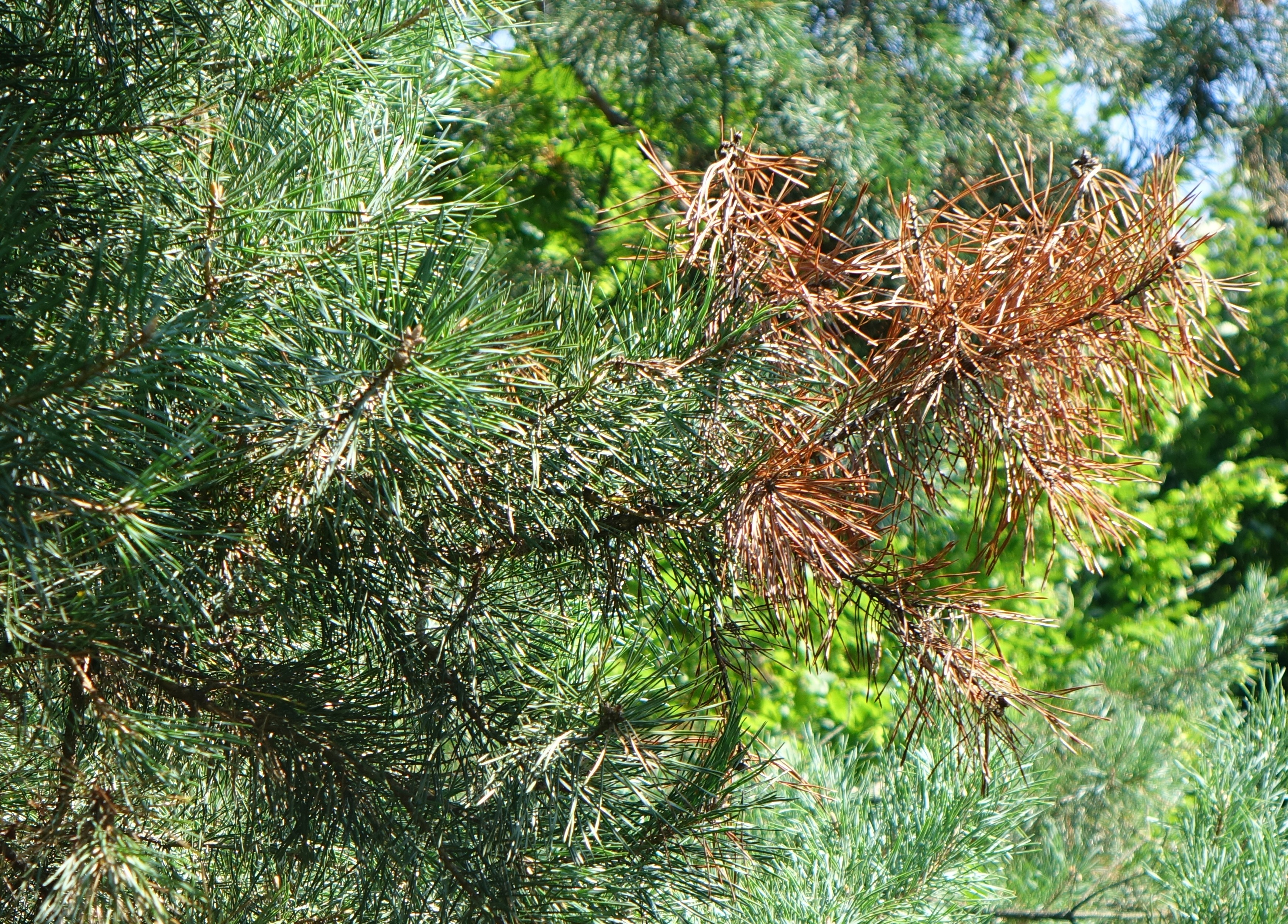

Wiosenna osutka sosny – choroba sosny (Pinus) wywołana przez kilka gatunków grzybów. Jest jedną z chorób powodujących zamieranie pędów drzew i krzewów iglastych i jedną z kilku osutek sosen.

## Występowanie i szkodliwość
Jest to choroba powodująca bardzo duże straty w polskich lasach i duże wydatki na ich ochronę. W 1966 r. opryskiwano fungicydami 1200–1300 szkółek i około 70–80 tysięcy ha lasów sosnowych.
Po utracie igieł sosny tworzą nowe igły. Tylko wyjątkowo zdarza się, że siewki zamierają. Dzieje się tak wtedy, gdy grzybnia patogenów z igieł przeniknęła do ich pędów. Zazwyczaj siewki przeżywają pierwsze porażenie, jednak każde porażenie osłabia ich wzrost. Badane przez K. Zaleskiego porażone dwuletnie sosny miały średnią wysokość 14 cm, a rosnące w takich samych warunkach sosny zdrowe 30 cm. Porażone sosny giną po drugim lub następnych porażeniach. W badaniach H. Orłosia i B. Brennejzena stwierdzono, że siewki o porażonych co najmniej 25% igieł są tak słabe, że po posadzeniu przeważnie giną.
Wiosenna osutka sosny najgroźniejsza jest dla sosny zwyczajnej (Pinus sylvestris), dla sosny czarnej (Pinus nigra) ma niewielkie znaczenie, jeszcze mniejsze dla wejmutki (Pinuis strobus), limby (Pinus cembra) i innych drzew iglastych. Największe zagrożenie stanowi dla młodych, 1–5-letnich sosen, a więc dla szkółek tych drzew.

## Objawy
Grzyby dokonują infekcji igieł sosny od wiosny do października. Pierwszymi objawami są małe, żółtawe plamki o ostro zarysowanych granicach. Nie każda jednak plamka musi być spowodowana przez patogeny grzybowe, podobne plamki pojawiają się także po ukłuciach owadów. Pewne rozstrzygnięcie daje dopiero badanie mikroskopowe. Jeżeli igły porażone zostały przez Lophodermium pinastri, to już we wrześniu mogą pojawić się na nich poprzeczne pasma obejmujące cały obwód igieł. Takie igły obumierają, a pasma czernieją. Także całe igły zaczynają się przebarwiać, początkowo na żółtobrunatno, potem na brązowo z czerwonym odcieniem. Trwa to przez jesień i zimę, a wiosną osiąga największą intensywność. Na igłach pojawiają się czarne punkciki – są to pyknidia grzyba, w których wytwarzane są konidia. Największa ilość pyknidiów powstaje na pojedynczych igłach sosen jednorocznych. Igły te nie opadają, lecz ulegają zniekształceniu polegającemu na wyginaniu się w różnych kierunkach. Tak porażona siewka wygląda jak nastroszona. Na sosnach dwuletnich i starszych większość podwójnych, porażonych igieł opada w kwietniu i maju. Na takich opadłych igłach pojawiają się nieco wypukłe, błyszczące, owalne plamki o długości 0,7–1,5 mm. Są to apotecja grzyba wytwarzające askospory. Na jednorocznych siewkach apotecja powstają na pojedynczych i nieopadłych igłach.
Na igłach porażonych przez Lophodermium seditiosum nie występują poprzeczne pasma obejmujące cały ich obwód. Dość często jednak występują martwe igły sosny z poprzecznymi, czarnymi paskami. To objaw wtórnego porażenia przez saprotroficzny grzyb Desmazierella acicola.

## Etiologia
Początkowo za jedyny patogen powodujący wiosenną osutkę sosny uważano Lophodermium pinastri. Jednakże w latach 70. XX wieku wielu fitopatologów, w tym także polskich wykazało, że chorobę tę powodują także inne gatunki grzybów: Lophodermium seditiosum, Lophodermium conigenum, Lophodermium pini-excelsae, Lophodermium staleyi. W Polsce do 1986 r. w porażonych tą chorobą igłach sosny znaleziono tylko L. pinastri i L. seditiosum. Ten pierwszy zagraża głównie sosnom starszym, drugi – sosnom młodszym.
Konidia L. pinastri i L. seditiosum nie są zdolne do infekowania igieł. Infekcji dokonują zarodniki płciowe – askospory. Wytwarzające je apotecja mają zdolność otwierania się lub zamykania. Otwierają się przy dużej wilgotności powietrza, a askospory roznoszone są przez prądy powietrza. Przy niskiej wilgotności apotecja zamykają się. Proces otwierania się i zamykania może następować wielokrotnie. W Polsce może się to odbywać przez cały rok, ale zazwyczaj występują dwa okresy głównego wyrzutu askospor, jeden w maju i czerwcu, drugi w sierpniu i wrześniu. Według K. Chwalińskiego ten drugi okres wyrzutu przeciąga się do listopada. Z obserwacji fitopatologów wynika, że zdolność askospor do infekcji jest różna w różnych porach roku i szczególnie niska jest wiosną.
Askospora przykleja się do igły śluzem znajdującym się na jej powierzchni, następnie kiełkuje wypuszczając strzępki rostkowe. Wrastają one do wnętrza liścia przez aparat szparkowy, w którym nabrzmiewają, a następnie wypuszczają strzępki boczne, które wrastają do komórek aparatu szparkowego, paraliżując je. Następnie grzybnia rozrasta się pomiędzy komórkami skórki, w mezofilu, w którym rozpuszcza blaszki środkowe, a potem ich ściany komórkowe. Przerywa pierścień endodermy pomiędzy dwoma komórkami. W miejscu, w którym to następuje, ściany komórek endodermy silnie grubieją, reagując na zranienie. Następnie grzybnia dociera do wiązek przewodzących i przerasta floem, promienie rdzeniowe i miękisz drzewny omijając naczynia i komórki z jamkami lejkowatymi.

## Ochrona
Ochronę przed wiosenną osutką sosny stosuje się tylko w szkółkach leśnych i w najmłodszych uprawach. Jest trudna i nie do końca skuteczna. Działania profilaktyczne to:
- lokalizacja szkółek sosnowych w miejscach możliwie mało zagrożonych ekspansją askospor z porażonych tą chorobą upraw i młodników sosnowych. Zaleca się, by szkółka znajdowała się co najmniej 50 m od nich;
- wysadzanie tylko dobrze ukształtowanych i zupełnie zdrowych, lub co najwyżej tylko nieznacznie porażonych osutką sadzonek;
- sadzenie między sosnami innych gatunków drzew[2]
- ocienianie grzęd z siewkami matami z włókniny utrudnia askosporom dostęp do siewek[1].

Najlepiej byłoby uprawiać odporne na osutkę rasy sosny zwyczajnej, jednak do 2005 r. nie udało się w Polsce takich wyhodować. W związku z tym konieczna jest ochrona chemiczna. Ma ona znaczenie głównie profilaktyczne i tylko w niewielkim stopniu lecznicze. Polega na opryskiwaniu siewek w szkółkach i 1–3-letnich sadzonek. Stosuje się do tego celu fungicydy zawierające dwutiokarbaminiany (np. Ferbam, Maneb, a najczęściej Zineb). W szkółkach zagrożonych osutką opryskuje się siewki 0,4% Zinebemem lub mieszaniną Zinebemu i Manebu w stosunku 2:3. Pierwszy raz opryskuje się około 15 czerwca, 2 lub 3 następne razy w odstępach dwutygodniowych gdy sosny rosną szybko, lub trzytygodniowych, gdy rosną wolno. Wykonuje się to przy bezdeszczowej i bezwietrznej pogodzie, zużywając 25–40 l cieczy na jeden ar. Opryskiwania takie prawdopodobnie chronią igły sosny także przed innymi grzybami osutkowymi: Cyclaneusma minus, Sclerophoma pithyophila i innymi. W lasach sosnowych ochrona chemiczna ze względu na ogromną ich powierzchnię i koszty jest nierealna.